# 速水俊夫
速水 俊夫（はやみ としお、1946年8月24日 - ）は、日本の経営者。岩田屋社長、会長を務めた。

## 経歴
東京都出身。1969年に慶應義塾大学文学部を卒業し、同年に伊勢丹に入社。1996年6月に取締役に就任し、2001年6月に執行役員を経て、2002年に岩田屋専務に就任し、2006年5月から2010年6月までに社長を務めた。